# Hadař galapážský
Hadař galapážský (Callechelys galapagensis) je paprskoploutvá ryba z čeledi hadařovití (Ophichthidae).
Druh byl popsán roku 1972 ichtyology J. E. McCoskerem a R.H. Rosenblattem.

## Popis a výskyt
Maximální délka ryby je 82 cm.
Podlouhlé, zploštělé tělo krémové až hnědé barvy s četnými podlouhlými skvrnami.
Byla nalezena ve vodách jihovýchodního Pacifiku: Galapágy.